# Valle de Cofrentes
La Valle de Cofrentes (in valenciano: Vall de Cofrents) è una delle 34 comarche della Comunità Valenciana, con una popolazione di 10 490 abitanti in maggioranza di lingua castigliana; suo capoluogo è Ayora (val. Aiora).
Amministrativamente fa parte della provincia di Valencia.